# Rohov (Repubblica Ceca)
Rohov (in polacco Rogów, in tedesco Rohow) è un comune della Repubblica Ceca facente parte del distretto di Opava, nella regione della Moravia-Slesia.